# Knema tonkinensis
Knema tonkinensis är en tvåhjärtbladig växtart som först beskrevs av Otto Warburg, och fick sitt nu gällande namn av W.J.J.O. de Wilde. Knema tonkinensis ingår i släktet Knema och familjen Myristicaceae. Inga underarter finns listade i Catalogue of Life.